# Grünenthal (Unternehmen)
Die Grünenthal GmbH ist ein deutsches Pharmaunternehmen mit Sitz in Aachen. Es wurde 1946 in Stolberg (Rhld.) gegründet und war das erste Unternehmen, das Penicillin auf dem deutschen Markt einführte, dessen Produktion in Deutschland zuvor vom Alliierten Kontrollrat untersagt worden war. Das Unternehmen bildet einen Teilkonzern innerhalb des Konzerns der Grünenthal Pharma GmbH & Co. Kommanditgesellschaft, der sich vollständig im Eigentum von Mitgliedern der Unternehmerfamilie Wirtz befindet.
Größere Bekanntheit erlangte Grünenthal durch den Contergan-Skandal, verursacht durch den Wirkstoff Thalidomid des im Jahr 1957 als Schlafmittel rezeptfrei erhältlichen Beruhigungsmittels, welches 1961 aus dem Verkehr genommen wurde, als sich herausstellte, dass es bei Schwangeren zu schwersten Behinderungen des Fötus und zu Totgeburten führte.
Das Unternehmen hat neben den beiden Niederlassungen in Deutschland Tochtergesellschaften in Europa, Lateinamerika sowie den Vereinigten Staaten und erzielt mehr als 50 % seines Umsatzes mit Schmerzmedikamenten, wie den von ihm entwickelten Wirkstoffen Tramadol und Tapentadol. Grünenthal ist Mitglied im Verband forschender Arzneimittelhersteller.

## Geschichte

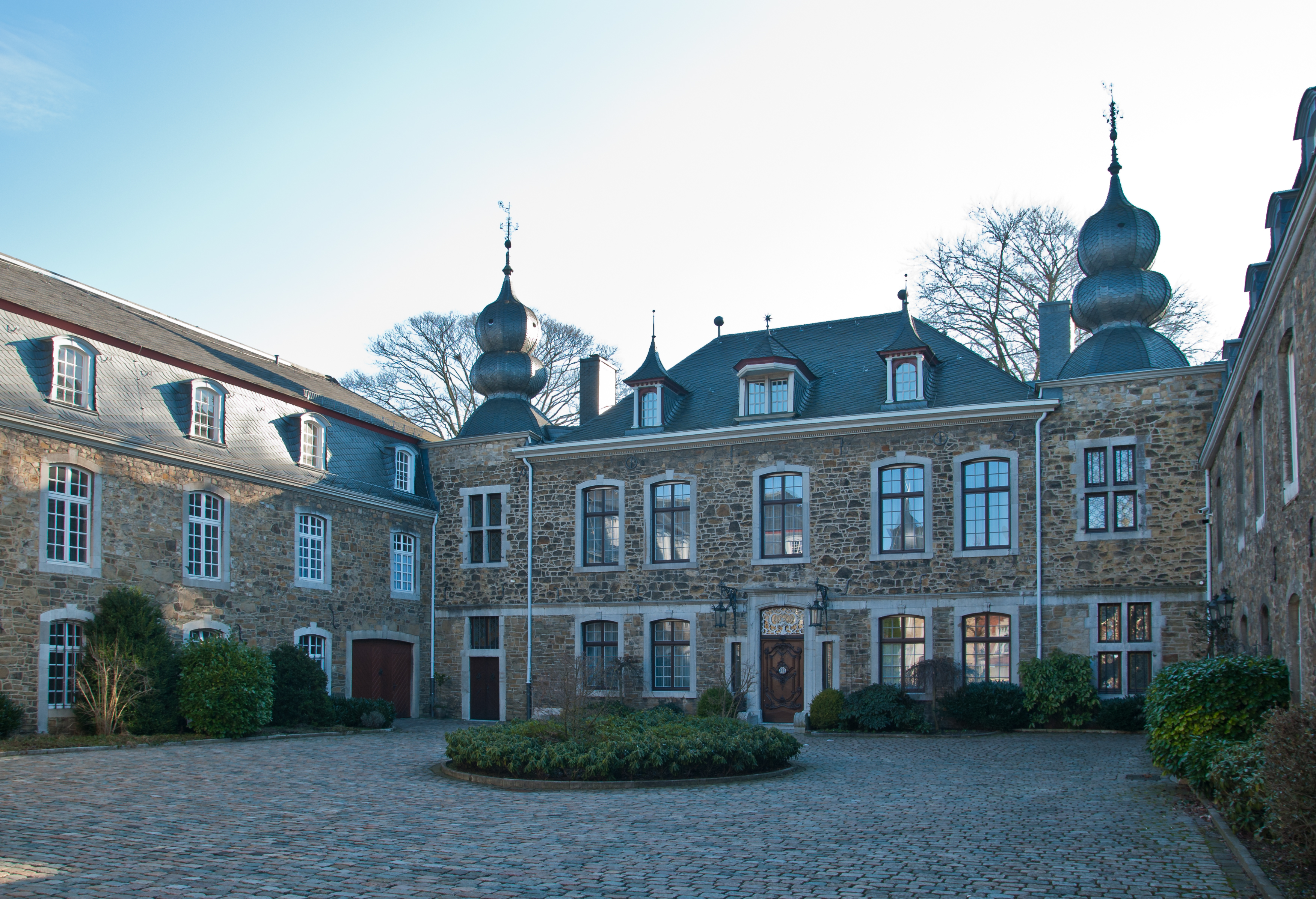
Der Kupferhof Grünenthal, das Stammhaus in Stolberg

Die aus der 1845 von Andreas August Wirtz in Stolberg (Rhld.) gegründeten und von Ende 1888 bis Herbst 1889 an den Standort „Kupferhof Grünenthal“ verlegten Seifenfabrik Mäurer & Wirtz hervorgegangene Gesellschaft wurde 1946 als Chemie Grünenthal GmbH in Stolberg von der Unternehmerfamilie Wirtz gegründet. Am 29. Januar 1946 wurde die Firma in das Stolberger Handelsregister eingetragen. Zum Produktspektrum der Nachkriegsjahre gehörten unter anderem Desinfektionsmittel, Kosmetikartikel und pflanzliche Arzneimittel. Im Juli 1948 begannen der Geschäftsführer Jakob Chauvistré und sein Forschungsleiter, der Chemiker und Arzt Heinrich Mückter, mit der Herstellung von aus Zucker und Eukalyptus hergestellten „Grünetten“, welche im August 1948 63 Prozent des Monatsumsatzes ausmachten. Später wurde die Firma in die Grünenthal GmbH umfirmiert und der Sitz nach Aachen verlegt.

### Penicillin

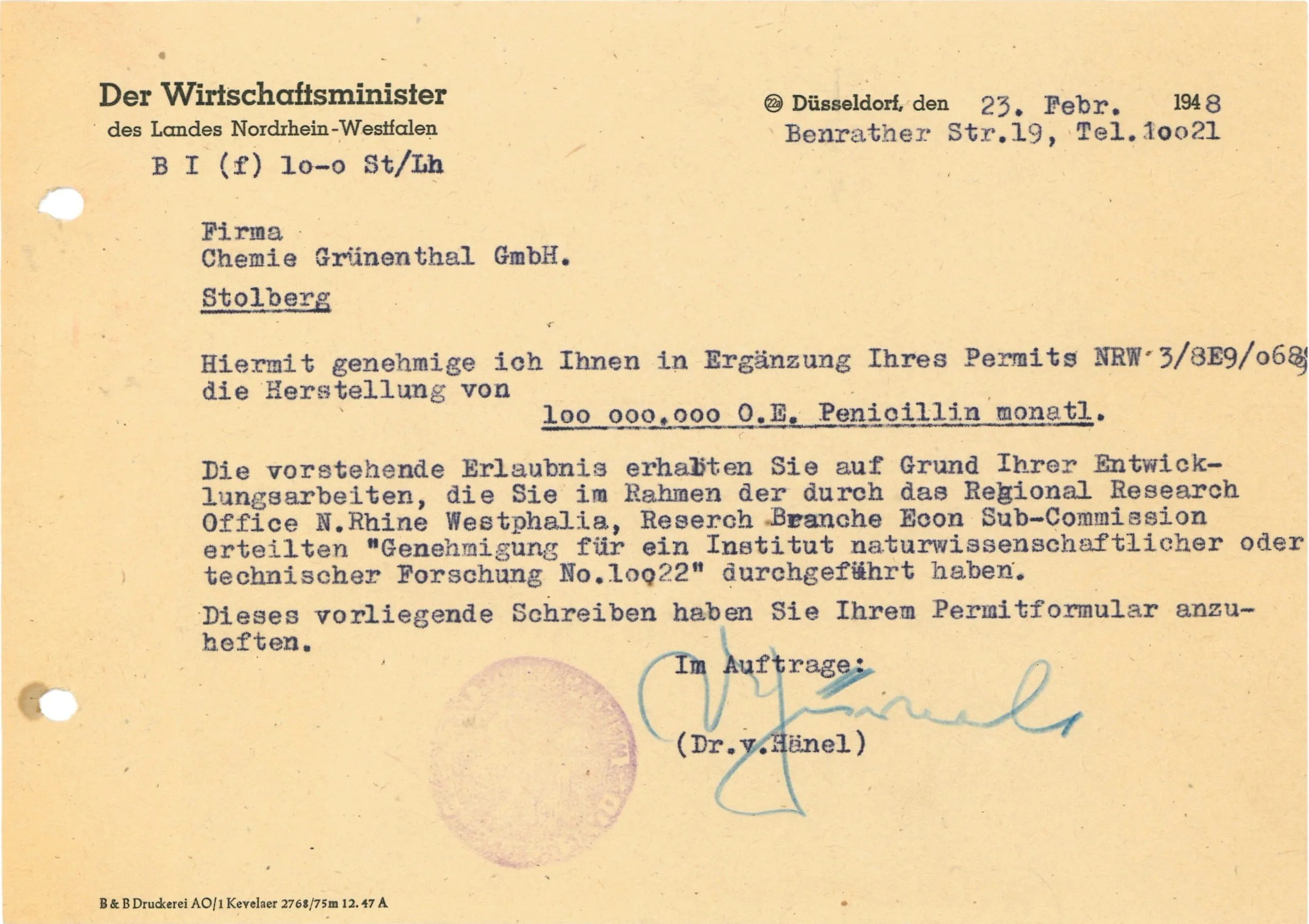
Erlaubnis zur Herstellung von Penicillin, 1948

Die Grünenthal GmbH führte als erstes Unternehmen in der Nachkriegszeit 1948 Penicillin auf dem westdeutschen Markt ein. (Im Osten war es Jenapharm). Der als fast sicher eingeschätzte Konkurs der Firma konnte so verhindert und die große Nachfrage nach dem dringend benötigten Medikament gestillt werden. Der Alliierte Kontrollrat hatte bis dahin deutschen Firmen die Forschung an und die Herstellung von Penicillin untersagt. Die genauen Umstände, wie Heinrich Mückter in den Nachkriegsjahren in den Besitz von Penicillin-Stämmen gekommen war, sind bis heute ungeklärt. Grünenthal hat sich dazu bisher noch nicht geäußert, ging aber in einer Festschrift auf Mückters Weg von den Fleckfieber-Experimenten im Institut für Fleckfieber- und Virusforschung des Oberkommandos des Heeres in Krakau hin zur Antibiotikaforschung ein. Vom Wirtschaftsministerium des Landes Nordrhein-Westfalen wurde die Herstellung von Penicillin durch die Firma Chemie Grünenthal am 23. Februar 1948 auf Grund der Entwicklungsarbeiten, die diese im Rahmen der durch das „Regional Research Office N. Rhine Westphalia, Research Branche Econ Sub-Commission“ erteilten „Genehmigung für ein Institut naturwissenschaftlicher oder technischer Forschung No. 10022“ durchgeführt hatte, genehmigt. Auch in den 1950er Jahren erfolgte eine Großproduktion von Penicillin durch die Grünenthal GmbH in Stolberg.

### Contergan
Bekanntheit erlangte Grünenthal auch im Zusammenhang mit der Herstellung des Schlafmittels Contergan, das in den 1960er Jahren Auslöser des Contergan-Skandals wurde. Das Medikament mit dem von Grünenthal entwickelten Wirkstoff Thalidomid, das 1957 auf den Markt gebracht wurde, hatte anfangs wenig beachtete Auswirkungen auf das Nervensystem Erwachsener. Bei Einnahme in bestimmten Schwangerschaftsphasen waren Missbildungen (Dysmelien) bei Neugeborenen die Folge. Diese wurden fälschlicherweise zunächst mit den damaligen Nukleartests in Verbindung gebracht. Der Zusammenhang mit Contergan wurde erst Ende 1961 bekannt und das Medikament vom deutschen Markt genommen, als die Zeitung Welt am Sonntag 1961 in einem Artikel über die Möglichkeit von Gesundheitsschäden durch Contergan berichtete. Die Eltern der geschädigten, damals noch lebenden Kinder erreichten später einen Vergleich mit Grünenthal. Nach Schätzungen von Experten führte das von der Firma Grünenthal verkaufte Medikament Contergan zum Tod von ca. 2.000 Kindern und zu schweren Missbildungen bei weltweit mehr als 10.000 neugeborenen Kindern, ca. 5.000 davon in Deutschland.
In den USA wurde Contergan die Zulassung verweigert, es wurde aber zu Testzwecken verteilt, nachdem der US-amerikanische Hersteller Richardson-Merrell die Zulassung im September 1960 erstmals beantragt hatte. Die zuständige Sachbearbeiterin der US-Gesundheitsbehörde FDA Frances Oldham Kelsey hatte sich nicht auf die Angaben der Firma Richardson-Merrell verlassen, die keine Testergebnisse beinhalteten. Stattdessen wurden nur generelle Aussagen Grünenthals und des Marketing-Departments von Richardson-Merrell angegeben, und Geschäftsleute und Politiker übten Druck auf Kelsey aus. Sie forderte Richardson-Merrell auf, Tests durchzuführen und die Ergebnisse mitzuteilen. Die Firma weigerte sich und verlangte insgesamt sechsmal erneut die Zulassung zu gestatten, was jedes Mal abschlägig beschieden wurde. Im Jahre 1962 zog Richardson-Merrell dann den Antrag auf Zulassung zurück. Trotzdem wurden insgesamt 17 Kinder mit Contergan-bedingten Missbildungen geboren.
Im Januar 1968 stand der frühere Laborleiter Heinrich Mückter und weitere verantwortliche Mitarbeiter der Grünenthal GmbH vor Gericht. Dieser Prozess endete im April 1970 mit einer Einstellung des Verfahrens wegen geringfügiger Schuld der Angeklagten und mangelnden öffentlichen Interesses an der Strafverfolgung. Dies galt einigen als ein Justizskandal. Dem wird häufig entgegengebracht, dass bei den im Vorfeld durchgeführten Tierversuchen auch bei hoher Konzentration des Mittels keine fruchtschädigende Wirkung des Präparates nachgewiesen werden konnte. Die Aufdeckung habe sich unter anderem auch dadurch verzögert, dass die Öffentlichkeit inklusive des neugegründeten Bundesgesundheitsministeriums unter anderem eine mögliche Schädigung durch Kernwaffentests thematisiert hatte.
Zwischen 1997 und 2008 lehnte Grünenthal weitere Zahlungen des Unternehmens an die Contergan-Geschädigten ab, nachdem zu diesem Zeitpunkt die durch den Hersteller in die Conterganstiftung eingezahlten 110 Millionen Mark aufgebraucht waren. Ende 2007 plante der britische Unternehmer Nicholas Dobrik zusammen mit einer Gruppe von Opfern mit einer internationalen Kampagne Entschädigungszahlungen in Milliardenhöhe zu erzwingen. Dobrik war zuvor schon mit der vorhergehenden Kampagne gegen Diageo, der Nachfolgegesellschaft des ehemaligen britischen Lizenznehmers für Contergan, erfolgreich. Hier wird den Opfern bereits eine monatliche Zuwendung in Höhe von durchschnittlich 2.100 Euro gewährt. Am 8. Mai 2008 gab Grünenthal bekannt, freiwillig 50 Millionen Euro in die Conterganstiftung einzahlen zu wollen, um die Lebenssituation der Contergan-Geschädigten dauerhaft verbessern zu helfen.
2006 und 2007 stand das Unternehmen in der Kritik, da es durch die Erwirkung einer einstweiligen Verfügung beim Landgericht Hamburg die Ausstrahlung eines Fernseh-Zweiteilers mit dem Namen Eine einzige Tablette verhindern wollte. In diesem Film wird der Contergan-Prozess aufgearbeitet, der Film sollte ursprünglich im Herbst 2006 in der ARD laufen. Im Laufe des weiteren Verfahrens wurde den Anträgen der Gesellschaft wiederholt stattgegeben, da der Fernsehfilm Fiktion mit Realität vermische und historische Daten nicht korrekt wiedergebe. Die Gesellschaft sah sich dadurch in ihren Persönlichkeitsrechten verletzt und ging bis vor das Bundesverfassungsgericht. Der Opferanwalt Schulte-Hillen klagte ebenfalls gegen den Film. Letztlich wurde die Verbreitung von 15 Falschdarstellungen untersagt und der Film mit einigen, nicht allen verlangten Änderungen am 7. und 8. November 2007 von ARD und ORF2 ausgestrahlt.
Infolge des Contergan-Skandals wurden das Arzneimittelgesetz in Deutschland verschärft und neue Prüfungsauflagen für Pharmazeutika erschaffen. 1964 entdeckte der israelische Arzt Jacob Sheskin die positive Wirkung von Thalidomid bei der Leprabehandlung. Von den 1970er-Jahren bis 2003 gab Grünenthal Thalidomid-Tabletten ab, um Leprakrankenhäuser bei der Therapie des Erythema nodosum leprosum zu unterstützen. Die Abgabe erfolgte auf Anfrage der Weltgesundheitsorganisation (WHO).

### NS-Vergangenheit früherer Mitarbeiter
In der Zeit von 1949 bis 1953 wurden in der Bundesrepublik Deutschland wesentliche Voraussetzungen zur gesellschaftlichen Integration von NS-Tätern geschaffen. Im Unternehmen Grünenthal erhielten nach Berichten der WAZ ab den 1950er Jahren unter anderem ehemalige nationalsozialistische Chemiker und Mediziner, die an Menschenversuchen in nationalsozialistischen Konzentrationslagern beteiligt waren, Anstellungen; im Einzelnen Otto Ambros, einer der Verantwortlichen für das KZ Auschwitz III, SS-Hauptsturmführer Heinz Baumkötter sowie der Referent für das Rassenpolitische Amt der NSDAP Martin Staemmler, außerdem die Ärzte Hans Bürger-Prinz und Ernst Günther Schenck (1964–1971).
Diese Personalentscheidungen führten in der Folgezeit zu zahlreichen Anschuldigungen und Vermutungen, die ihren Höhepunkt während der Aufarbeitung des Conterganskandals fanden.
Exemplarisch ist eine Veröffentlichung im Spiegel vom Februar 2009:

„Der Sprecher der rund 450 britischen Contergan-Opfer behauptet, dass KZ-Ärzte den fatalen Wirkstoff Thalidomid bereits während des Krieges in Auschwitz-Monowitz als Gegenmittel zum Nervengas Sarin entwickelt hätten. Das gehe aus einem neu entdeckten Dokument hervor. […] Der Arzneihersteller Grünenthal widerspricht dem Verdacht, dass das 1957 auf den Markt gebrachte Schlafmittel Contergan in einem Nazi-Konzentrationslager entwickelt wurde.“

Im juristischen Rahmen des Conterganprozesses wurden diese Thesen nie thematisiert; auch der Spiegel räumt ein: „Prüfungen ergaben jedoch, dass das Schriftstück kaum Beweiskraft hat.“
Ein Sprecher der Firma Grünenthal äußerte dazu, das Unternehmen habe bisher sein Firmenarchiv nicht zur Aufarbeitung geöffnet und sehe keinen Anlass, Verbindungen zu NS-Verbrechern zu beleuchten, „da unsere Firma erst in der Nachkriegszeit gegründet wurde“.

### Weitere Entwicklung
1979 entwickelte Grünenthal das Thrombolytikum Saruplase. Im Jahr 1981 entstand in Aachen ein Gemeinschaftsunternehmen von Grünenthal und der japanischen Firma Takeda.
Grünenthal konzentrierte sich später auf Wirkstoffe gegen Schmerzen und ist in diesem Bereich mit eigener Forschung und Entwicklung tätig. Der von Grünenthal entwickelte Wirkstoff Tramadol war 2009 das in Deutschland am häufigsten verordnete Opioid. Im Ausland bestehen lokale Geschäftseinheiten.
Im Jahr 2010 investierte Grünenthal 23 % des Umsatzes in Entwicklung und Forschung. Ein Beispiel für Grünenthals Forschung ist die missbrauchserschwerende Formulierung INTAC Technology, eine Galenik von Tabletten, die die Manipulation opioidhaltiger Produkte einschränkt und somit den Medikamentenmissbrauch erschwert.
2017 erwarb Grünenthal das Pharma-StartUp Adhesys Medical, das an einem chirurgischen Wundkleber forscht. Ein Jahr später erwarb Grünenthal die schmerzbezogenen Marken Nexium und Vimovo sowie die US-Rechte am Schmerzpflaster Qutenza (Capsaicin) und begann mit dem Aufbau einer US-Organisation zum Vertrieb dieses Produktes durch Averitas Pharma.
2019 gab das Unternehmen bekannt, sich in seiner Forschung und Entwicklung stärker fokussieren zu wollen und in Zukunft auf Schwerpunkte wie periphere neuropathische Schmerzen (PNP), chronische postoperative Schmerzen, Osteoarthrose und chronische Rückenschmerzen (auch durch moderne Ansätze wie Zelltherapie) zu setzen.
2020 wurde das Cholesterinmedikament Crestor von AstraZeneca sowie 2022 für bis zu 500 Mio. € das Testosteronpräparat Nebido zur Behandlung von Hypogonadismus von Bayer erworben.

## Unternehmensstruktur
Das Unternehmen verfügt über mehrere Werkteile in Aachen und Stolberg sowie über Tochtergesellschaften im Ausland. Es versteht sich als Familienunternehmen. Alleiniger Gesellschafter ist zwar die Grünenthal Pharma GmbH & Co. Kommanditgesellschaft mit Sitz in Aachen, deren Anteile aber von 19 Gesellschaftern der Familie Wirtz gehalten werden. Ihnen gehören auch die Dalli-Werke, ein Stolberger Unternehmen, welches Seife und Waschmittel herstellt, sowie deren Parfümerietochter Mäurer & Wirtz. Das manager magazin berichtete am 14. Februar 2005, dass sich der Umsatz der Firmengruppe Wirtz im Jahr 2003, mit rund 7.000 Mitarbeitern, auf ca. 1,3 Mrd. Euro belief.
Grünenthal wurde bis 1969 von dem Unternehmer Hermann Wirtz und anschließend bis 2005 u. a. von seinem Sohn Michael Wirtz geleitet, wobei dessen Vetter, der Chemiker Franz A. Wirtz als weiterer geschäftsführender Gesellschafter für den Bereich Forschung und Entwicklung zuständig war. Danach wurde Michaels Sohn Sebastian Wirtz als Gesellschafter Mitglied der Geschäftsführung. Ab 1977 war der Pharmakologe Klaus-Michael Wilsmann (* 1943 in Bielefeld) Leiter der Pharmakologischen Forschung. Ab 1983 leitete er das Ressort Medizinisch-Wissenschaftliche Information. Im November 2008 beschloss man, einen Vorsitzenden der Geschäftsführung zu berufen und Sebastian Wirtz verließ die Unternehmensleitung. Deren Vorsitzender wurde 2009 Harald Stock, der vorher für den US-Konzern Johnson & Johnson tätig gewesen war. Ende Mai 2013 trennte sich Grünenthal von Harald Stock. Sein Stellvertreter, der Chemiker Eric-Paul Pâques (* 1954), welcher 1994 Leiter des Ressorts
Forschung & Entwicklung geworden war und Juli 2013 Vorsitzender der Konzerngeschäftsführung wurde, führte zunächst kommissarisch die Geschäfte. Nachdem Pâques zum Ende des Jahres 2016 in den Ruhestand gegangen war, musste ein neuer Geschäftsführer gesucht werden. Dieser wurde in Gabriel Baertschi, welcher vorher Leiter von AstraZeneca in Japan war, gefunden. Seit Oktober 2016 ist Gabriel Baertschi Vorsitzender der Geschäftsführung.

## Standorte

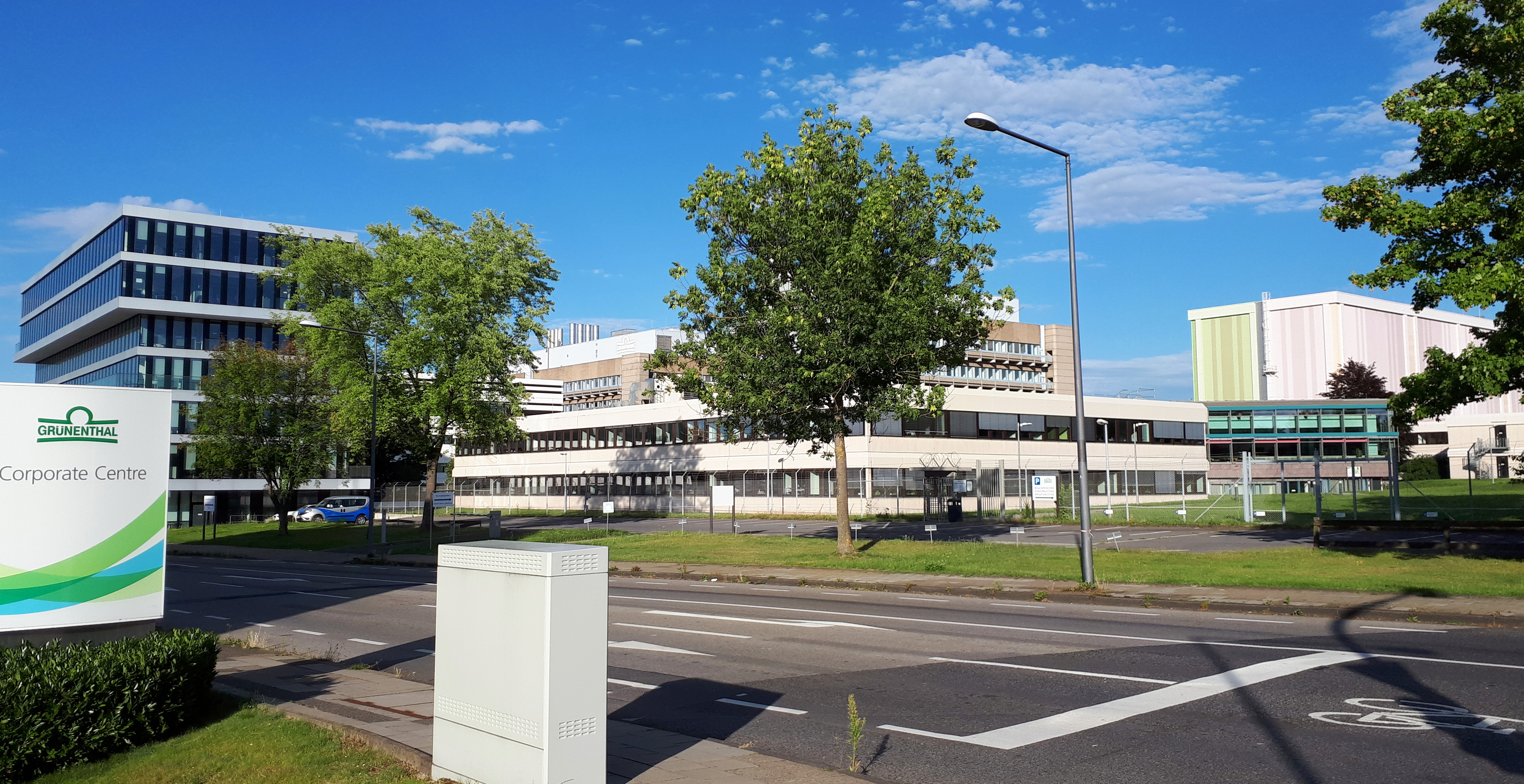
Der Hauptsitz von Grünenthal in Aachen, 2020

Grünenthal ist nicht nur in Deutschland (zwei Standorte), sondern auch durch Gesellschaften in derzeit 26 Ländern, vor allem in Westeuropa (z. B. Großbritannien, Irland, Niederlande, Belgien, Frankreich, Spanien, Portugal, Schweiz, Österreich, Italien), Lateinamerika (z. B. Mexiko, Venezuela, Kolumbien, Ecuador, Peru, Chile) und den USA vertreten. Weitere Gesellschaften haben bis 2011/2012 in Zentral- und Osteuropa (Polen, Tschechien, Slowenien, Slowakei, Kroatien, Russland) existiert. Das Geschäft wurde an STADA verkauft. 2018 wurden knapp über 80 % des Umsatzes durch die europäischen und lateinamerikanischen Landesorganisationen erwirtschaftet.
Produktionsstandorte befinden sich in Deutschland, Italien, Schweiz, Ecuador und Chile.
Der Geschäftsbereich Deutschland ist die operative Einheit von Grünenthal in Deutschland mit Sitz in Aachen – und ähnlich strukturiert wie eine Landesorganisation. Er übernimmt alle Aufgaben in Vermarktung, Medizin, Vertrieb, Marktzugang und Dienstleistungen in Deutschland.

## Produkte
Grünenthal bot unter anderem Arzneimittel mit Depotpenicillin und Penicillin-Streptomycin-Kombinationspräparate an. Zu den Produkten gehören heute unter anderem verschiedene Analgetika auf der Basis der Opioide Tramadol (Tramal, Zaldiar), Tapentadol (Palexia) und Buprenorphin (Transtec, Norspan) und des Lokalanästhetikums Lidocain (Versatis). Das 2010 eingeführte Palexia stellt sowohl ein Opioidanalgetikum als auch einen selektiven Noradrenalin-Wiederaufnahmehemmer dar. Mehr als 50 Prozent seines Umsatzes generiert Grünenthal mit Schmerzmedikamenten. Bis 2010 wurden in Europa und Lateinamerika auch Antibabypillen auf der Basis von Ethinylestradiol hergestellt und vertrieben. Diese Sparte wurde an den ungarischen Pharmakonzern Gedeon Richter verkauft. Grünenthal vermarktet die Produkte weiterhin in Lateinamerika. Obwohl Opioide seit langem zum Kerngeschäft von Grünenthal gehören, vertrieb Grünenthal diese Medikamente nicht auf dem US-amerikanischen Markt. Daher war das Unternehmen auch nicht von der Opioidkrise in den Vereinigten Staaten, dem Skandal um die missbräuchliche Anwendung dieser Substanzgruppe, betroffen.

## „Die Waage“
1959 wurde durch Günther Sievers die Hauszeitschrift des Unternehmens, die waage (entsprechend dem Firmenlogo), als anspruchsvolle Kulturzeitschrift begründet. Inzwischen wurde das nach dem Tod von Günther Sievers von dessen Ehefrau, Ingrid Sievers, weitergeführte Magazin eingestellt.

## Engagement
Im Jahr 1998 wurde auf Initiative von Michael Wirtz die Grünenthal-Stiftung für Palliativmedizin gegründet, mit deren Hilfe unter anderem 2010 der erste Lehrstuhl für Palliativmedizin an der RWTH Aachen und zugleich die Klinik für Palliativmedizin am Universitätsklinikum Aachen eingerichtet wurden, zu deren erstem Direktor Lukas Radbruch berufen wurde.
Seit 2004 unterstützt die Grünenthal GmbH in Zusammenarbeit mit der EFIC (European Federation of Chapters of the International Association for the Study of Pain) junge Wissenschaftler bei der Realisierung innovativer, klinischer wie experimenteller Schmerzforschungsprojekte. Der EFIC-Grünenthal-Grant ist mit einer Gesamtsumme von 200.000 Euro weltweit einer der höchstdotierten Forschungspreise im Bereich Schmerz. Pro Projekt werden einzelne Stipendien von bis zu 40.000 Euro vergeben.
Seit 2009 ist Grünenthal Teilnehmer der deutschen Unternehmensinitiative „Charta der Vielfalt“.
In Reaktion auf den russischen Überfall auf die Ukraine 2022 spendete Grünenthal 1,3 Mio. Tabletten Schmerzmedikamente an die Action medeor sowie 400.000 € an das Rote Kreuz.
Das Unternehmen ist zudem Gründungsmitglied des Vereins für Freiwillige Selbstkontrolle für die Arzneimittelindustrie.